# Lake Consequence
Pour plus de détails, voir Fiche technique et Distribution.
Lake Consequence est un téléfilm dramatique érotique  produit en 1992 par Zalman King et joué notamment par  Joan Severance,
réalisé par Rafael Eisenman. Le slogan du film était : « Un homme, deux femmes ».

## Scénario
Irene (jouée par Joan Severance), femme au foyer, s'ennuie pendant que son mari et son fils sont partis à la pêche un week-end. Elle est attirée par Billy (Billy Zane), un homme qu'elle regarde élaguer un arbre du quartier. Quelques heures plus tard, elle arrive à Lake Consequence. Alors qu'une fausse manœuvre l'enferme dans sa carave, se trouvent non loin d'elle sa copine Grace (May Karasun), bisexuelle, et ce Billy élagueur. Tous deux acceptent de l'emmener jusqu'à la ville d'où pourra rentrer hez elleen bus. Pendant les célébrations du Nouvel An chinois qui battent alors leur plein, elle est séduite par Billy d'abord dans une boîte de nuit puis dans un établissement de bains publics chinois. Pendnat que se développe entre eux une relation érotique, lui reviennet en mémoire des images refoulées  depuis son adolescence. Irene, à la fois confrontée à sa propre sexualité, à son passé oublié, et à la jalousie que nourrissent en elle les attentions de Billy envers Grace, Irene s'enfuit après avoir déclenché un incendie.
Mais Billy la poursuit et la reconduit chez elle. Son mari et son enfant ne sont toujours pas rentrés. Irene envisage même de les quitter sans attendre, sous l'effet de son chagrin et de son dégoût d'elle-même. Billy lui fait la leçon sur ses responsabilités d'épouse, l'aide à s'habiller et disparaît avant le retour de sa famille ce soir-là.

## Distribution
- Billy Zane dans le rôle de Billy
- Joan Severance dans le rôle d'Irene
- May Karasun dans le rôle de Grace
- Whip Hubley dans le rôle de Jim
- Courtland Mead dans le rôle de Christopher

## Réception critique
Le Jerusalem Post juge que Lake Consequence cherche à être à la fois sexy et sage, se voulant « plus astucieux émotionnellement qu'un film porno typique » et donne un film frustrant qui n'est « ni l'un ni l'autre ».